# کوین دیوگو
کوین دیوگو (انگلیسی: Kévin Diogo؛ زادهٔ ۸ ژوئیهٔ ۱۹۹۱) بازیکن فوتبال اهل فرانسه است.
از باشگاه‌هایی که در آن بازی کرده‌است می‌توان به باشگاه فوتبال کلرمون فوت اشاره کرد.